# Partia Centrum
De Centrumpartij (Pools: Partia Centrum) was een gematigd-conservatieve politieke partij, die van 2004 tot 2008 in Polen heeft bestaan. Leider van de partij was de beroemde cardioloog Zbigniew Religa, die van 2005 tot 2007 de Poolse minister van Gezondheid was.
De Poolse Centrumpartij werd op 3 april 2004 opgericht op initiatief van twee bekende senatoren: scenarioschrijver Krzysztof Piesiewicz en de cardioloog Zbigniew Religa. Doel was "alle nodige actie te ondernemen om de staat te herstellen en een radicale verandering te bewerkstelligen in de stijl van politiek bedrijven". De partij kwam in de plaats van de Ruch Społeczny AWS (het laatste restant van de coalitie Verkiezingsactie Solidariteit, die tot 2001 aan de macht was geweest maar daarna uit elkaar was gevallen) en de enkele maanden eerder opgeheven conservatieve partij SKL-RNP. 
De centrale figuur binnen de partij was Zbigniew Religa, die door de partij naar voren geschoven werd als kandidaat in de presidentsverkiezingen van 2005 en in de peilingen aanvankelijk hoge ogen gooide. Op 2 september trok hij zich niettemin terug uit de race. Bij de parlementsverkiezingen kort daarop behaalde de partij slechts 0,19% van de stemmen. Na deze mislukking raakte de partij in verval, al werd Religa zelf minister van Gezondheid in het kabinet-Marcinkiewicz en het kabinet-Kaczyński. Pogingen tot een fusie met het Burgerplatform mislukten en in 2008 hield de partij uiteindelijk op te bestaan. Een deel van de leden kwam terecht in de inmiddels opnieuw opgerichte SKL, anderen werden lid van Recht en Rechtvaardigheid (PiS) of het Burgerplatform.